# Erzbistum Algier
Das in Algerien gelegene Erzbistum Algier (lat.: Archidioecesis Algeriensis) wurde am 10. August 1838 als Suffraganbistum der Erzdiözese Aix begründet und bereits am 25. Juli 1866 zum Erzbistum erhoben: Seine Suffraganbistümer sind die Diözesen Constantine, Laghouat und Oran.
Das Ende der französischen Kolonialherrschaft und die Unabhängigkeit Algeriens im Jahr 1962 führte in der Erzdiözese zu einer tiefgreifenden Umstrukturierung, so wie in den anderen Diözesen Algeriens auch. Da die europäischstämmige Bevölkerung fast vollständig emigrierte, sank die Zahl der Katholiken drastisch.

## Bischöfe von Algier

### Bischöfe
- Antoine Dupuch (1838–1845)
- Louis Pavy (1846–1866)

### Erzbischöfe
- Charles Martial Lavigerie (1867–1892)
- Prosper Auguste Dusserre (1892–1897)
- Frédéric-Henri Oury (1898–1907)
- Barthélemy Clément Combes (1909–1917)
- Auguste-Fernand Leynaud (1917–1953)
- Léon-Étienne Kardinal Duval (1954–1988)
- Henri Teissier (1988–2008)
- Ghaleb Moussa Abdalla Bader (2008–2015)
- Paul Desfarges SJ (2016–2021)
- Jean-Paul Kardinal Vesco OP (seit 2021)[1]